# Râul Valea Bozii, Runcu
Râul Valea Bozii este un afluent al râului Runcu (Bârsa). 

## Hărți
- Harta Județului Brașov
- Harta Munților Piatra Craiului  Arhivat în 27 mai 2008, la Wayback Machine.